# Киро Атанасовски
Киро Атанасовски Налбатот (Кавадарци, 1923 — Кавадарци, 7. април 1944) био је учесник Народноослободилачке борбе и народни херој Југославије.

## Биографија
Рођен је 1923. године у Кавадарцима. После основне школе, завршио је три разреда грађанске школе. Пре Другог светског рата је радио као ковачки радник, у радњи свог оца Крсте. Ускоро се придружио револуционарном омладинском покрету и 1940. године постао члан Савеза комунистичке омладине Југославије. Полиција је уочила његову делатност, па је убрзо био ухапшен и након неког времена пуштен. Члан Комунистичке партије Југославије постао је у пролеће 1941. године.
Након почетка окупације, ковачка радња његовог оца служила му је за одржавање везе са сељацима преко којих је растурао илегални материјал. Учесник Народноослободилачке борбе је од 1941. године. Године 1942. постао је члан Месног комитета КПЈ за Квадарце. Од лета 1942. до краја 1943. године деловао је као професионални партијски радник. Због успеха на организовању Народноослободилачког покрета и одржавња веза са Тиквешким партизанским одредом „Добри Даскалов“, почетком 1943. године постао је члан Обласног комитета КПЈ за Тиквеш.
Почетком априла 1944. године, по директиви КПЈ, илегално је отишао у Кавадарце и заједно са Димчетом Мирчевим, секретаром Среског комитета КПЈ за Кавадарце, успео да организује излазак из града шездесет нових бораца за Другу македонску ударну бригаду. Увече 7. априла 1944. године бугарска полиција је опколила кућу у источном делу града, у којој су се налазили Киро и Димче. Пошто су одлучили да се не предају, пружали су отпор непријатељу док су имали муниције, а потом су извршили самоубиство.
Указом Президијума Народне скупштине Федеративне Народне Републике Југославије, 20. децембра 1951. године, проглашен је за народног хероја.